# Višja šola za medicinske sestre Jugoslovanske ljudske armade
Višja šola za medicinske sestre je bila ena izmed vojaško-sanitetnih šol Jugoslovanske ljudske armade; imela je status vojaške šole z višjim strokovnim izpitom.
Šola je izvajala dva programa: medicinske sestre in laboranti. V šolo so lahko vstopila dekleta s končano veliko maturo; šolanje je trajalo 3 leta. Po končanju so pridobile čin vojaškega uslužbenca IX. razreda.